# Ralph de Pomeroy
Ralph de Pomeroy (gestorben vor 1100 n. Chr.), auch Raoul, Ralf, Radulf oder Ranulf genannt, mit Nachnamen auch de la Pomeraie, de la Pommeraya, de la Pomeroy, Pomerei etc., war ein anglo-normannischer Adliger und einer von 52 Hauptlehensnehmern in Devon, die im Domesday Book erwähnt wurden. Er wurde von Wilhelm dem Eroberer mit diesem Lehen ausgezeichnet und war der Begründer der Dynastie der Familie Pomeroy als Herren über die Barony of Berry Pomeroy in Devon. Sie setzte sich aus 58 Kleinherrschaften in Devon zusammen.
Er stammte aus La Pommeraye im Département Calvados in der Normandie. Sein Bruder war William Cheever (Guillaume La Chèvre, 1023–1087), dessen 46 im Domesday Book erwähnten Kleinbesitztümer später die Basis für die Entstehung der Feudalherrschaft von Bradninch in Devon bildeten. Viele der Kleinbesitztümer von Ralph und William wurden einfach hälftig aufgeteilt. Seine Schwester Beatrix wurde von William Cheever mit der Herrschaft von Southleigh belehnt.

## Lebensweg
Ralph de Pomeroy nahm im Jahr 1066 an der normannischen Eroberung von England teil. Hierfür wurde er von Wilhelm, dem Eroberer für seine Dienste mit der Übertragung von 58 angelsächsischen Kleinherrschaften in Devon und weiteren 2 Herrensitzen in Somerset belohnt. Er war einer der Kommissionäre, die die Steuereinnahmen aus Devon zu verwalten und der königlichen Schatulle in Winchester zuzuführen hatte, so wie es im Domesday Book geschätzt worden war.
In der Kirche von Dives befindet sich eine Tafel mit einer Liste der Mitstreiter von Wilhelm, dem Eroberer, die mit ihm zur Schlacht von Hastings aufbrachen, auf der auch Ralph Pomeroy erwähnt wird: Raoul de la Pommeraie, compagnon de Guillaume le Conquérant à la conquête de l'Angleterre, en MLXVI.

## Familiäre Herkunft und Nachfahren
Sein Vater war ein Mann namens Roger, der ohne Nachnamen und Herkunftsangabe erwähnt wird und in der Normandie eine kleine Burg besaß. Ralphs Nachkommen – er selbst starb vor 1100 – waren die Hauptlehensnehmer in Berry Pomeroy/Devon bis zum Verkauf der Herrschaft im Jahre 1547. Amerikanische Pomeroy und irische Nachfahren gehen auch auf ihn zurück, wobei die direkte Linie 1715/1719 (Hugh/Gilbert) erlosch. Teilweise sind die Nachweise aus historischen Dokumenten schwierig, aber DNA-Analysen haben die Herkunft mit an Sicherheit grenzender Wahrscheinlichkeit nachgewiesen. Der Stammbaum zur Gründungszeit der Herrschaft von Berry Pomeroy:
1. Roger de la Pommeraye (nach 1000, ohne Nachname dokumentiert)
  1. Ralph (Radulphus, Raoul)(starb vor 1100), begründete die Herrschaft Berry Pomeroy als Hauptlehensnehmer von Wilhelm, dem Eroberer
    1. William (starb vor 1114, kinderlos), Sohn und Erbe des Vorgängers
    2. Jocelin (Gozelin)(nach 1123)⚭Emma, Bruder und Erbe des Vorgängers
      1. → Nachkommen sind alle Herrscher über das Lehen Berry Pomeroy bis 1547 sowie amerikanische Träger des Namens Pomeroy

  2. William Cheevers (Wilhelm oder Guillaume Capra oder Guillaume La Chèvre), begründete die Herrschaft von Bradninch, keine dynastische Abfolge, die Herrschaft ging später an einen Sohn von Heinrich I.
  3. Beatrix, erhielt Stockleigh Pomeroy als Lehen von William Cheevers, starb in Mont Saint Michel als Nonne

## Weiterführende Literatur
- Powley, E.B. The House of De La Pomerai, Liverpool, 1944
- Thorn, Caroline & Frank (eds.) Domesday Book, (Morris, John, gen.ed.) Vol. 9, Devon, Parts 1 & 2, Phillimore Press, Chichester, 1985.
- Sanders, I.J. English Baronies: A Study of their Origin and Descent 1086-1327, Oxford, 1960
- Vivian, Lt.Col. J.L. (Ed.) The Visitations of the County of Devon: Comprising the  Heralds' Visitations of 1531, 1564 & 1620, Exeter, 1895, pp. 605–9, pedigree of Pomeroy of Berry Pomeroy